# 包括的性教育
包括的性教育 (ほうかつてきせいきょういく、英語: Comprehensive sex education) とは、生徒が性生活において適切で健康的な選択をするための知識、態度、技能、価値観を身につけることを目的としたカリキュラムに基づく性教育の指導法である 。

## 解説
包括的性教育は生徒がHIVやヒトパピローマウイルスなどの性感染症に感染することや予定外または望まない妊娠を減らし、家庭内暴力や性暴力の発生率を低下させ、心身ともに健康な社会に貢献することを意図して設計されている。
包括的性教育のカリキュラムや講師は、若者にとって最も安全な性的選択として性的禁欲を推奨するが、性的同意年齢、セーファー・セックス、避妊薬やコンドームなどの避妊、人工妊娠中絶など、将来の性行為に関連する話題についても生徒に教えている。パートナーとのコミュニケーションや性感染症の検査を受けることなど、安全な行動を促す話し合いも包摂される。さらには、子育て、養子縁組、中絶など、妊娠の結果にまつわる議論も含まれる。 一部の州では、公立学校におけるすべての性教育カリキュラムを、完全に包括的なものにするよう義務づける法案を議会に提出している。禁欲のみの教育よりも包括的性教育を行うことの利点として最も広く合意されているのは、生徒が性的にアクティブになることを遅らせる効果である。包括的性教育により生徒たちは見通しをもって健康的な性的決定を行うよう促される 。

## 歴史
2019年現在、アメリカ合衆国の性教育は州レベルで義務化されている。性教育に対する連邦政府の政策と資金の実施を決定するのは、各州、地区、教育委員会である。米国50州のうち24州とコロンビア特別区が性教育を義務付け、34州がHIV教育を義務付けている。性教育が義務づけられている一方、包括的性教育の実施を義務づける連邦政策はない。
ブッシュ政権時代、議会では保守派共和党議員による禁欲的性教育（結婚まで禁欲を求める教育）への強い支持が存在した。オバマ政権下では、結婚までの禁欲のみの性教育には異論が唱えられ、廃止が提唱された。第1次トランプ政権下では禁欲的なアプローチへの支持へと回帰している。アメリカ疾病管理予防センターの2014年学校保健政策・実践調査によると、高校の授業では平均6.2時間、人間の性について教える必要があるが、HIVやその他の性感染症、避妊については4時間以下しか教えていない。

## 効果
包括的性教育は、何も教えない、あるいは禁欲のみの指導を受けるよりも効果的であるという研究結果がある。人々が婚前交渉に及ぶ可能性があることを無視する（禁欲主義はしばしばそのように批判される）のではなく、その可能性を認めることで、教育者は生徒たちに、将来の性生活を安全に送るために必要な情報を与えることができる。さらに、同性愛者、バイセクシュアルや出生時に割り当てられた性別とは異なる性自認を持つ若者は、異性愛者やシスジェンダーと比較して、性的リスク行動が増加し、健康に悪影響を及ぼすことがあるため、性教育の実践者は、この健康格差を改善し、LGBTQ+の若者、人種的マイノリティ、または障害を持つ学生を含むすべての人々の生活を保障するためには、マイノリティグループへの特別な配慮を含む包括的性教育が不可欠であると主張している。 
包括的性教育の推進者らは、セーファー・セックスに関する情報を伴わずに禁欲を推進することは現実を無視し、最終的に生徒を危険にさらすことになると主張している。例えば、AEGPの下で資金提供されるプログラムは、8つの基準（下記の「禁欲教育補助金プログラム（AEGP）の要件」に記載）に準拠しているかどうか審査されるが、医学的な正確性については審査されない。そのため、これらの教育プログラムでは生徒が自分のセクシュアル・ヘルスについて十分な情報を得た上で選択することができず、不利な立場に置かれていると批評家は考えている。さらに、これらのAEGPプログラムでは、保健教育者はセックスワーカー、特に女性を「汚い」「中古」と呼んできた。また、禁欲を教えるために「新しい歯ブラシのように、包まれたまま使われずにいる」、「噛み砕かれたガム」などの表現も使われてきた。包括的性教育モデルの下では、より繊細な言葉が選ばれる。
包括的性教育が性と生殖に関する健康に良い影響を与え、特に性感染症、HIV、望まない妊娠の減少に貢献するという主張には明確な証拠がある。性教育は性行為を早めるものではないが、より安全な性行動にプラスの影響を与え、性的デビューを遅らせることができる。
2014年の学校ベースのセクシュアリティ教育プログラムのレビューでは、HIVに関する知識の増加、コンドームの使用とセックス拒否に関する自己効力感の増加、避妊とコンドームの使用の増加、性的パートナーの数の減少、初回性交渉の開始時期の遅延が実証されている。ヨーロッパ、米国、ナイジェリア、メキシコで実施された41のランダム化比較試験のコクラン・レビューでも包括的性教育が思春期の意図しない妊娠を防ぐことが確認されている。10代の妊娠や出産は高校での成功や修了、将来の就職に大きな悪影響を及ぼすという研究結果があるため包括的性教育の恩恵は大きい。ケニアで行われた調査では、性教育を受けた6,000人以上の生徒は、性教育を受けなかった6,000人以上の生徒と比較して、性行為の開始が遅くなり、性行為をした生徒のコンドーム使用率が上昇した。
包括的性教育はまた、セックスの頻度やパートナーの数を減らし、ひいては性感染症の発生率も低下させる。
UNAIDSとアフリカ連合は、包括的性教育が思春期の女児のコンドーム使用、自発的なHIV検査、妊娠の減少に与える影響を認識しており、包括的で年齢に適したセクシュアリティ教育を、アフリカの若い女性と女児のHIVへの対応を早め、エイズの蔓延を終わらせるための重要な勧告のひとつに含めている。
セクシュアリティ教育の分野が発展するにつれ、包括的性教育の成果への影響を改善するために、ジェンダー、力関係、人権への取り組みにますます注目が集まっている。ジェンダーと権利に関する内容を統合することで、セクシュアリティ教育の効果はさらに高まる。
カリキュラムに基づく22のセクシュアリティ教育プログラムをレビューしたところ、ジェンダーや力関係を取り上げたプログラムの80％が、妊娠、出産、性感染症の有意な減少と関連していた。これらのプログラムは、ジェンダーや力関係に対処していないプログラムの5倍の効果があった。
包括的性教育は、若者が自分たちの環境や行動について批判的に考える力を与え、ジェンダー平等と公平な社会規範を促進するものであり、HIV感染率などの指標を改善する重要な要因である。包括的性教育は、若者に使いやすい質の高いサービスや商品、特に避妊方法へのアクセスが伴った場合に効果が大きい。
教育分野でのグローバルなレビューによれば、セクシュアリティ教育によって若者の初交年齢を遅らせたり、コンドームを含む避妊具を使用するために必要な自信を養うことができる。包括的性教育は、知識の向上、自尊心の向上、態度の変化、ジェンダーや社会規範の変化、自己効力感の形成に効果があることが実証されている。

## 人権の観点
若者のCSEへのアクセスは国際的に認められた人権に基づくものだと述べる批評家もいる。世界人権宣言にあるように、政府は健康、幸福、尊厳の全体的な保護を保証せねばならず、特に偏りのない科学的に正確なセクシュアリティ教育の提供を保証する必要があるとの主張である。CSEにまつわる権利は子どもの権利委員会、女子差別撤廃条約（CEDAW）委員会、経済・社会・文化的権利に関する委員会などによる国際的に批准された条約によって保護されており、性と生殖に関する健康（SRH）教育へのアクセスの欠如は、生命、健康、非差別、情報に対する権利を保障する義務を遵守する上での障壁であり続けている。
国連人口開発委員会（CPD）は、2009年および2012年の決議において、各国政府に対し、人間のセクシュアリティ、SRH、ジェンダー平等に関する包括的教育を若者に提供するよう求めている。
CSEは条約や慣習に明記されていないため、国際的な権利や人権ではないとの見解もある。国際法上、国家はリプロダクティブ・ヘルスに関する情報と教育へのアクセスを提供することが義務付けられているが、これは性教育カリキュラムを必要とするものではない。学校区が生徒に情報を提供するシステムを作ることを義務づけたり、保健クリニックや開業医が患者に情報を提供することを義務づけたりと、さまざまな形をとることも考えられる。

## メディアにおける性的コンテンツ
1997年以来、米国ではテレビで放映される性的コンテンツの量がほぼ倍増している。さらに、2008年に行われた調査によると、ポピュラー音楽の歌詞の40％近くが性的な表現を含んでおり、その多くは性的に人を貶めるものだった。これらの歌詞には、薬物使用や暴力など、他の危険行動についての言及が含まれていることも多かった。
アメリカ合衆国のティーンエイジャー（13〜15歳）は、セクシュアリティと性の健康に関して、エンターテインメント・メディアを教育の最重要情報源としている。アメリカ合衆国の15～19歳は、避妊に関する情報を得るのに、親や学校よりもメディアをはるかに多く利用しており、ティーン向けのテレビ番組で、セックスにまつわる責任やリスク（避妊、妊娠、性病など）について触れているものはほとんどなく、性的な内容の番組で、予防や防止、悪い結果を主なテーマにしているものはほとんどない」という調査もある。
2009年にMTVで放映されたテレビ番組『16 and Pregnant』とそのスピンオフ番組『Teen Mom』は、10代の妊娠と母性を美化していると考えた一部の親たちから大きな不評を買った。しかし『16 and Pregnant』は実際に10代の妊娠を4.3％減少させた。これとは対照的に、テレビで高レベルの性的コンテンツにさらされた青少年は、低レベルのものにさらされた青少年に比べて、その後3年間に妊娠するリスクは2倍にのぼった。
映画だけでなく、ソーシャルメディアも性教育を扱っている。YouTubeやFacebookなどのプラットフォームは、有色人種やLGBTなど社会から疎外された人々の語りを広めるツールとして利用されている。10代の若者のための包括的性教育コンテンツとして、Sex, Etc、Scarleteen.com、teensource.orgのような無料のオンラインリソースも活用されている。